# Wilhelm-Friedemann-Bach-Haus
Het Wilhelm-Friedemann-Bach-Haus is een museum in Halle in de Duitse deelstaat Saksen-Anhalt. Wilhelm Friedemann Bach (1710-1784) woonde er vanaf 1762 of 1763. Sinds 30 mei 2012 is hier de permanente tentoonstelling Musikstadt Halle te zien. Aan de hand van een zevental beroemde componisten uit Halle onder wie Georg Friedrich Händel wordt de muzikale geschiedenis van de stad belicht. De presentatie wordt beheerd door de stichting Händel-Haus.

## Het gebouw

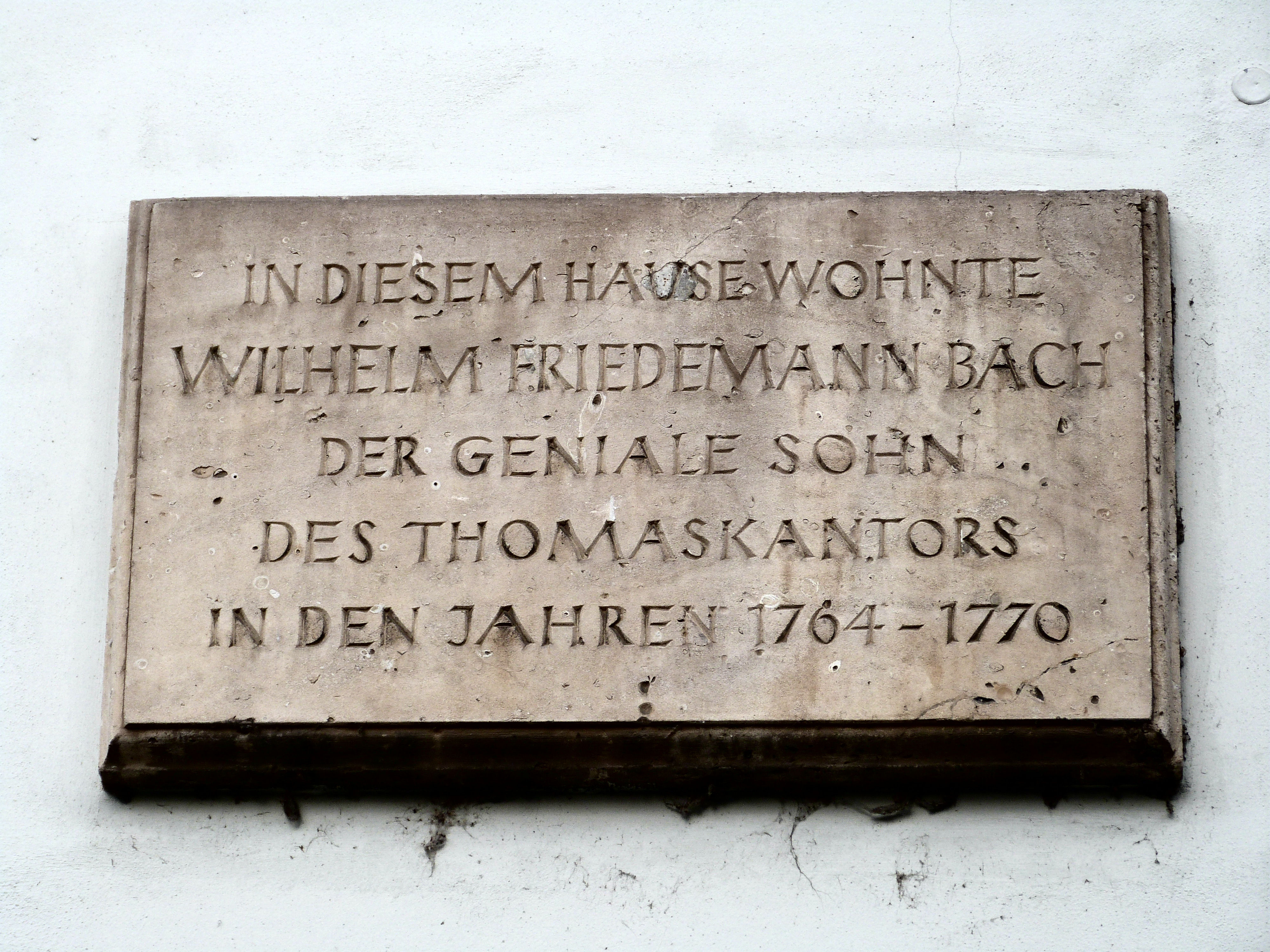
Gedenksteen

Wilhelm Friedemann Bach bekleedde van 1746 tot 1764 het ambt van director musices en organist aan de Marktkirche Unser lieben Frauen in Halle. Voor zover bekend is, bevond zijn eerste woning in Halle zich aan de Große Nicolaistrasse. Daarvandaan verhuisde hij in 1762 of 1763 naar een woning in de Clausbadstube op de Große Klausstrasse. De Clausbadstube was een in 1554 opgericht badhuis op de hoek van wat tegenwoordig Große Klausstrasse 12 is en waar zich het museumhuis bevindt. Tot het midden van de 18e eeuw was het badhuis inclusief huis, erf en tuin in het bezit van de Innung der Bader, een soort vakvereniging van exploitanten van badhuizen. Er is geen afbeelding bekend van het huis in de 18e eeuw en men weet niet in welk gedeelte van het gebouw Bachs woning lag. Ook de exacte ligging van het badhuisgedeelte is niet meer te bepalen.
Midden 16e eeuw werd het hoekperceel in vakwerkstijl bebouwd. Van dit oudste gedeelte heeft alleen de vleugel aan de Große Klausstraße de tand des tijds doorstaan.
Twee verdiepingen en de kelder ervan zijn behouden gebleven. Op de eerste etage is de historische Bohlenstube uit 1554, een geheel met hout betimmerde kamer, te zien. Het naar de rivier toe gelegen gedeelte raakte in verval en werd in 1834 afgebroken; in plaats daarvan kwam een nieuwbouw aan de tegenwoordige Hallorenring. In de 19e en 20e eeuw volgden verdere verbouwingen. Het renaissance-gedeelte werd in 1874 uitgebreid met een tweede etage, hetgeen het karakteristieke aanzicht van het huis wezenlijk veranderde. Wel is het oude steile dak met koekoek en dakraam behouden gebleven.
Tijdens de 19e en 20e eeuw waren er in het hoekpand onder meer een kruidenier, een tapperij, een dameshoedenmakerij, een kapper en de herberg Zum goldenen Hahn gevestigd. In de vorige eeuw werden het gebouw decennialang aan zijn lot overgelaten. Midden jaren tachtig was het dan ook in zeer slechte staat en waren grondige restauratiewerkzaamheden noodzakelijk. Van 1987 tot 1989 begon een eerste grootscheepse restauratie van onder andere het dak en de houten galerij aan de achterzijde. De tegenwoordige eigenaar, de Hallesche Wohnungsgesellschaft, liet het gebouw tussen 2009 en 2012 als monument in zijn oude staat herstellen.

## Tentoonstellingen
In de tentoonstelling op de eerste verdieping wordt aandacht besteed aan zeven componisten van de 16e tot de 19e eeuw: Samuel Scheidt, Georg Friedrich Händel, Johann Sebastian en Wilhelm Friedemann Bach, Johann Friedrich Reichardt, Carl Loewe en Robert Franz. Door de beperkte ruimte moest de 20e eeuw buiten beschouwing blijven.
Verder bevindt zich in het gebouw de tentoonstelling Hausmusik in Halle. Deze toont historische muziekinstrumenten uit de 18e en 19e eeuw. Er is voorts nog de gerestaureerde Bohlenstube uit de 16e eeuw en de Salon Robert Franz, waar regelmatig evenementen plaatsvinden.

### Galerij

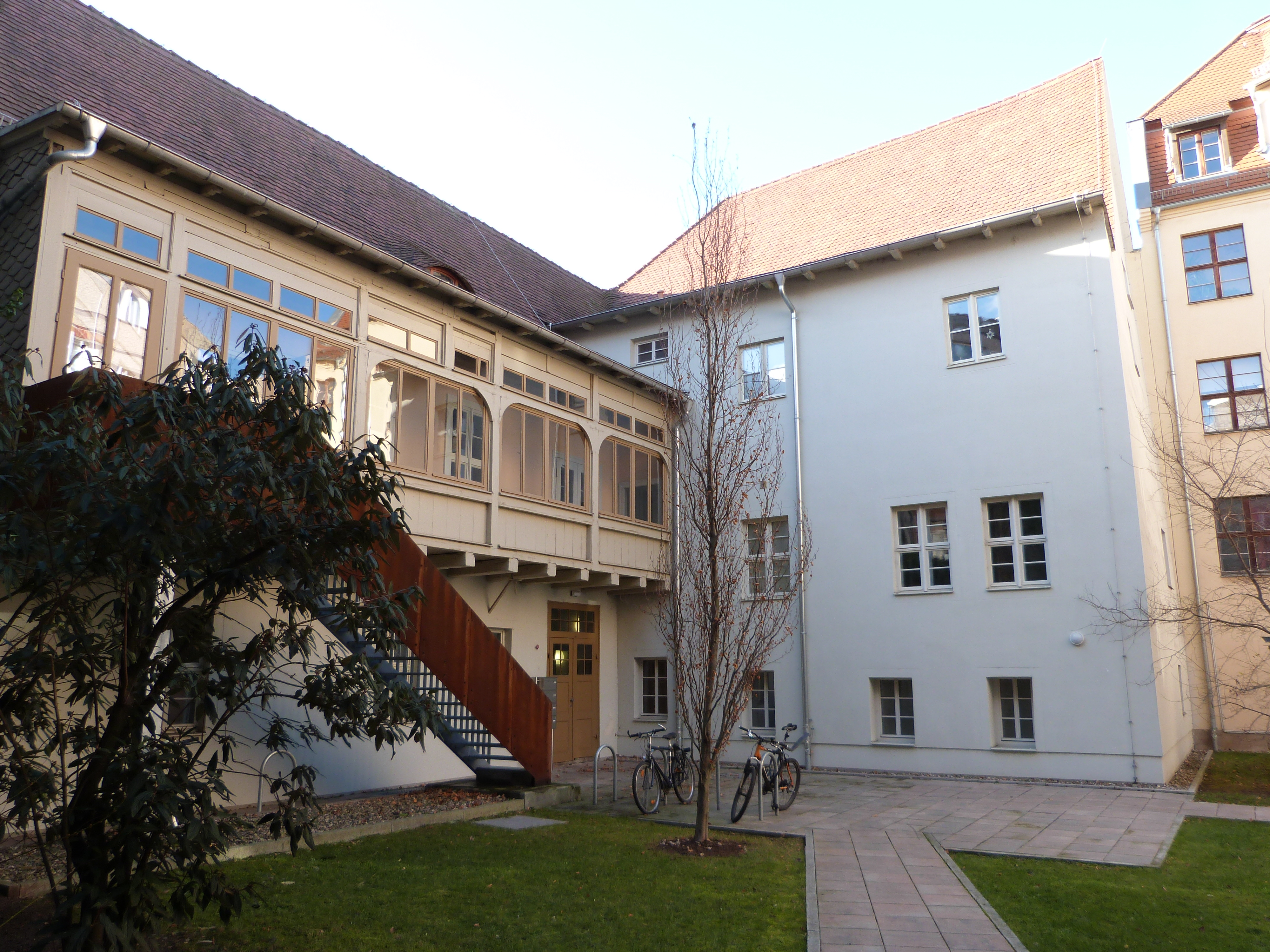
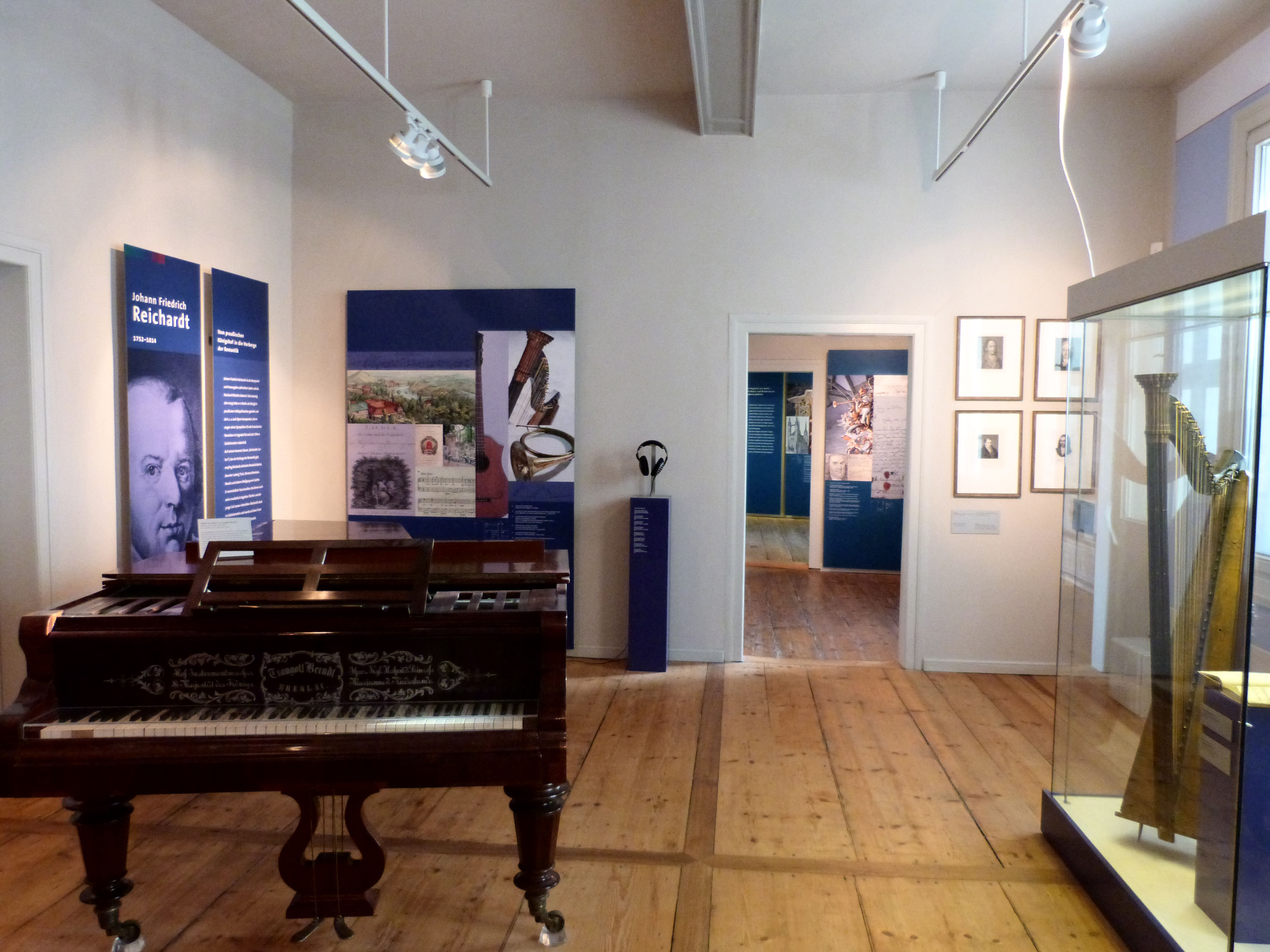
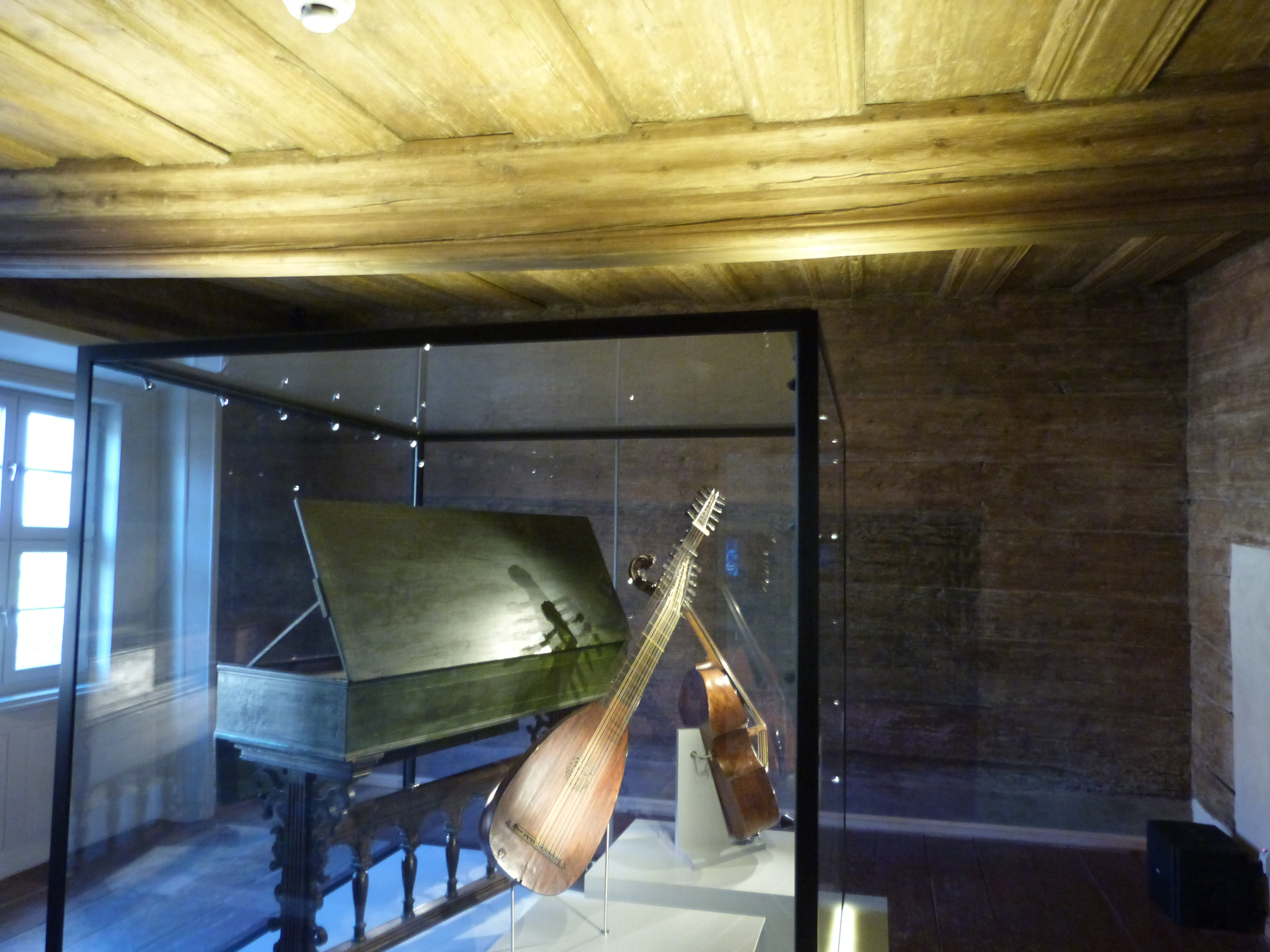
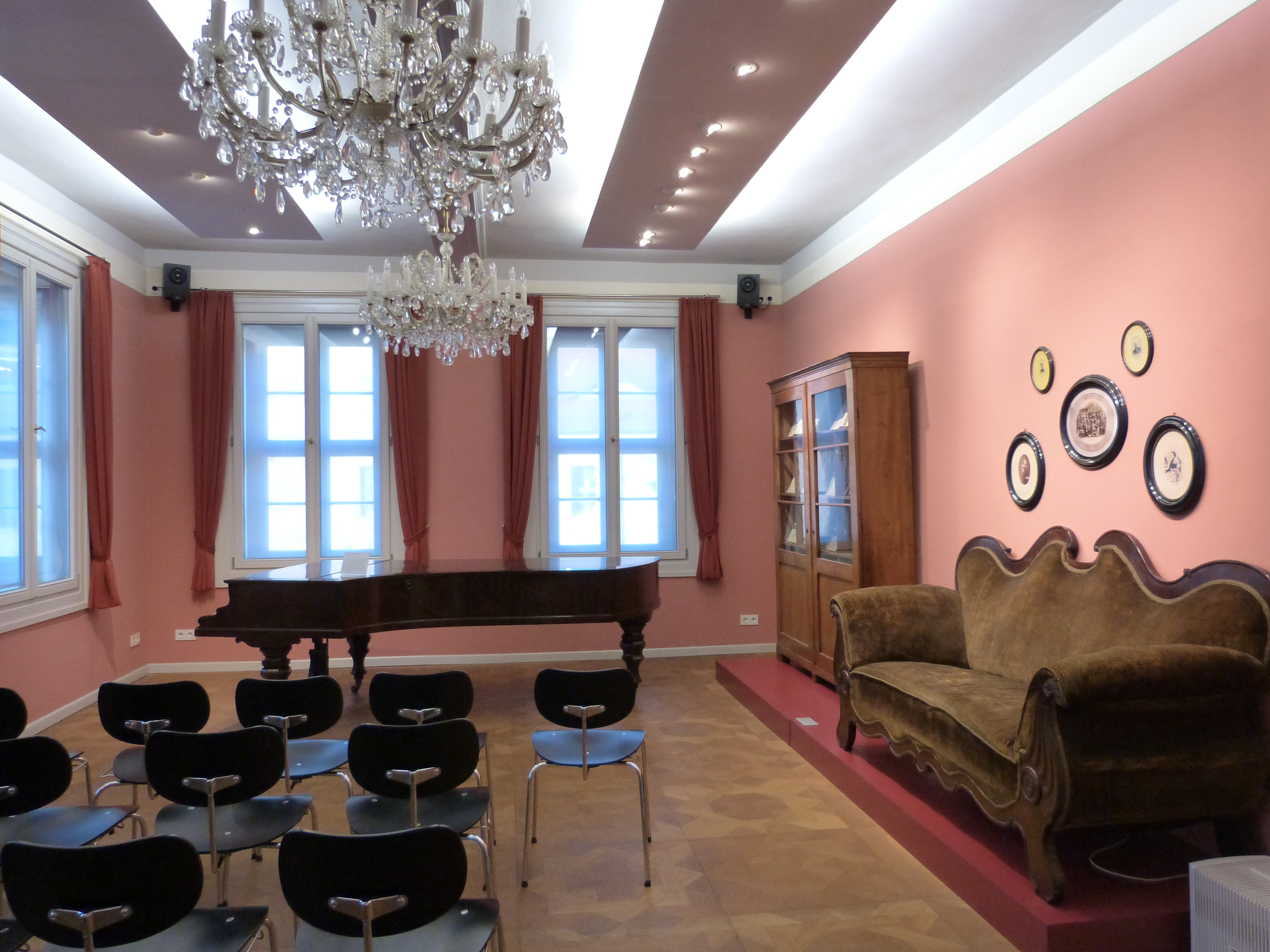

## Overige functies
Het Wilhelm-Friedemann-Bach-Haus is de vaste zetel van de verenigingen Landesmusikrat Sachsen-Anhalt en Mitteldeutsche Barockmusik.